# Zatrzymaj się
Zatrzymaj się lub Dorota Miśkiewicz Goes To Heaven – Zatrzymaj się (inne tytuły: Dorota Miśkiewicz Goes to Heaven lub Goes to Heaven) – debiutancki album autorski polskiej wokalistki jazzowej Doroty Miśkiewicz wydany pod nazwą zespołu Miśkiewicz (Dorota Miśkiewicz Goes To Heaven) przez oficynę GraMi w 2002 roku. Płyta była nominowana do Fryderyka w kategorii Jazzowy Album Roku.

## Lista utworów
1. „Zatrzymaj się – BZIMIX”
2. „Blisko niebo”
3. „Jesteś ty i jestem ja” (gościnnie Kuba Badach)
4. „Międzyczas”
5. „Wciąż to samo i to samo”
6. „Kolęda wędrujących”
7. „Jaa”
8. „Asfalt, ulica, neony”
9. „Wciąż idę”
10. „Sophisticated Lady”
11. „Zatrzymaj się”

## Dorota Miśkiewicz Goes To Heaven
- Dorota Miśkiewicz – śpiew
- Marek Napiórkowski – gitary
- Michał Tokaj – rhodes piano
- Robert Kubiszyn – gitara basowa
- Adam „Szabas” Kowalewski – gitara basowa
- Łukasz Żyta – perkusja

## Gościnni muzycy
- Kuba Badach – śpiew
- Henryk Miśkiewicz – saksofon altowy
- Nippy Noya – instrumenty perkusyjne
- Agnieszka Piotrowska, Kasia Pysiak, Sylwia Szczepankiewicz – chórki
- Paweł „Bzim” Zarecki – instrumenty klawiszowe, sample, programowanie